# Ilex weberlingii
Ilex weberlingii là một loài thực vật có hoa trong họ Aquifoliaceae. Loài này được Loizeau & Spichiger mô tả khoa học đầu tiên năm 1994.